# Nagano (cidade)
Nagano (em japonês: 長野市; romaniz.: Nagano-shi; AFI: /naꜜɡano/) é a cidade capital da prefeitura homónima, na região de Chubu do Japão. Em 1 de outubro de 2016, a cidade tinha uma população estimada em 375 234 habitantes e uma densidade populacional de 449 pessoas por km². Sua área total era de 834,81 quilômetros quadrados.
Recebeu o estatuto de cidade a 1 de abril de 1897.